# Tetanorhynchus silvai
Tetanorhynchus silvai är en insektsart som beskrevs av Rehn, J.A.G. 1957. Tetanorhynchus silvai ingår i släktet Tetanorhynchus och familjen Proscopiidae. Inga underarter finns listade i Catalogue of Life.